# Relaciones Cabo Verde-Portugal
Las relaciones Cabo Verde-Portugal son relaciones exteriores entre Cabo Verde y Portugal. Ambas naciones son miembros de la Comunidad de Países de Lengua Portuguesa y de Naciones Unidas.

## Historia

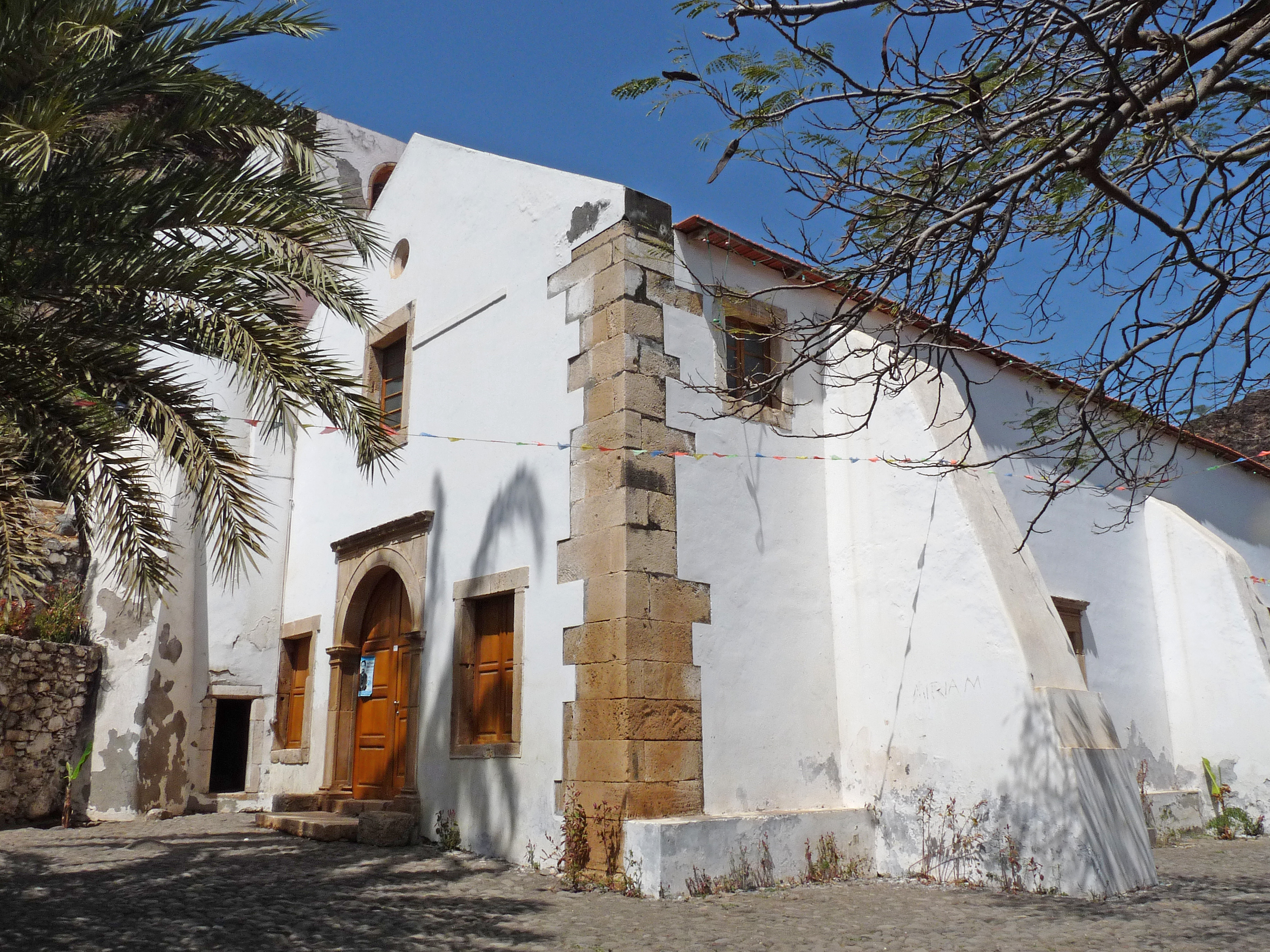
Iglesia de Nossa Senhora do Rosário en Cidade Velha - el edificio más antiguo de Cabo Verde

Las islas de Cabo Verde fueron descubiertas entre 1460 y 1462 por marineros portugueses y genoveses al servicio de la Corona portuguesa. No hay evidencia de asentamientos humanos en Cabo Verde antes de la llegada de los portugueses. Debido a la proximidad de Cabo Verde a la costa africana, los marineros portugueses comenzaron a establecerse en las islas y dada su posición estratégica, las islas sirvieron como un almacén de comercio y suministros, con especial énfasis en el comercio de esclavos del Atlántico, particularmente para Brasil. En el siglo XIX, el comercio de esclavos terminó para Cabo Verde, y muchas personas de origen africano se establecieron en las islas y se mezclaron con muchos de los colonos portugueses creando la sociedad predominantemente   mestiça  de las islas hoy.
En 1956, Amílcar Cabral creó el Partido Africano para la Independencia de Guinea y Cabo Verde (PAIGC), luchando contra el colonialismo y comenzando una marcha por la independencia. En 1972, durante la Guerra colonial portuguesa, se otorgó autonomía a las islas y Cabo Verde portugués celebró sus únicas elecciones legislativas de la Asamblea Legislativa de Cabo Verde de Portugal en 1973, sin embargo, a diferencia de En otras colonias portuguesas, no hubo conflicto armado en Cabo Verde y, en última instancia, la independencia de Cabo Verde fue el resultado de la negociación con Portugal después de abril de 1974 Revolución de los claveles. A Cabo Verde se le concedió la independencia el 5 de julio de 1975.
Desde la independencia, las relaciones entre Cabo Verde y Portugal se han mantenido fuertes. Hay muchas similitudes culturales entre ambas naciones y muchos de los habitantes de Cabo Verde tienen ascendencia portuguesa. También se han realizado varias visitas de alto nivel entre líderes de ambas naciones y ambos países trabajan en estrecha colaboración dentro de la Comunidad de Países de Lengua Portuguesa.

## Transporte
Hay vuelos directos entre ambas naciones con las siguientes aerolíneas: Cabo Verde Airlines y TAP Air Portugal.

## Comercio
En 1998, Cabo Verde y Portugal firmaron un acuerdo comercial. En 2017, el comercio entre ambas naciones ascendió a € 284 millones de euros. Portugal is Cape Verde's second largest trading partner (after Spain).

## Misiones diplomáticas residentes
- Cabo Verde tiene una embajada en Lisboa.[4]
- Portugal tiene una embajada en Praia.[5]

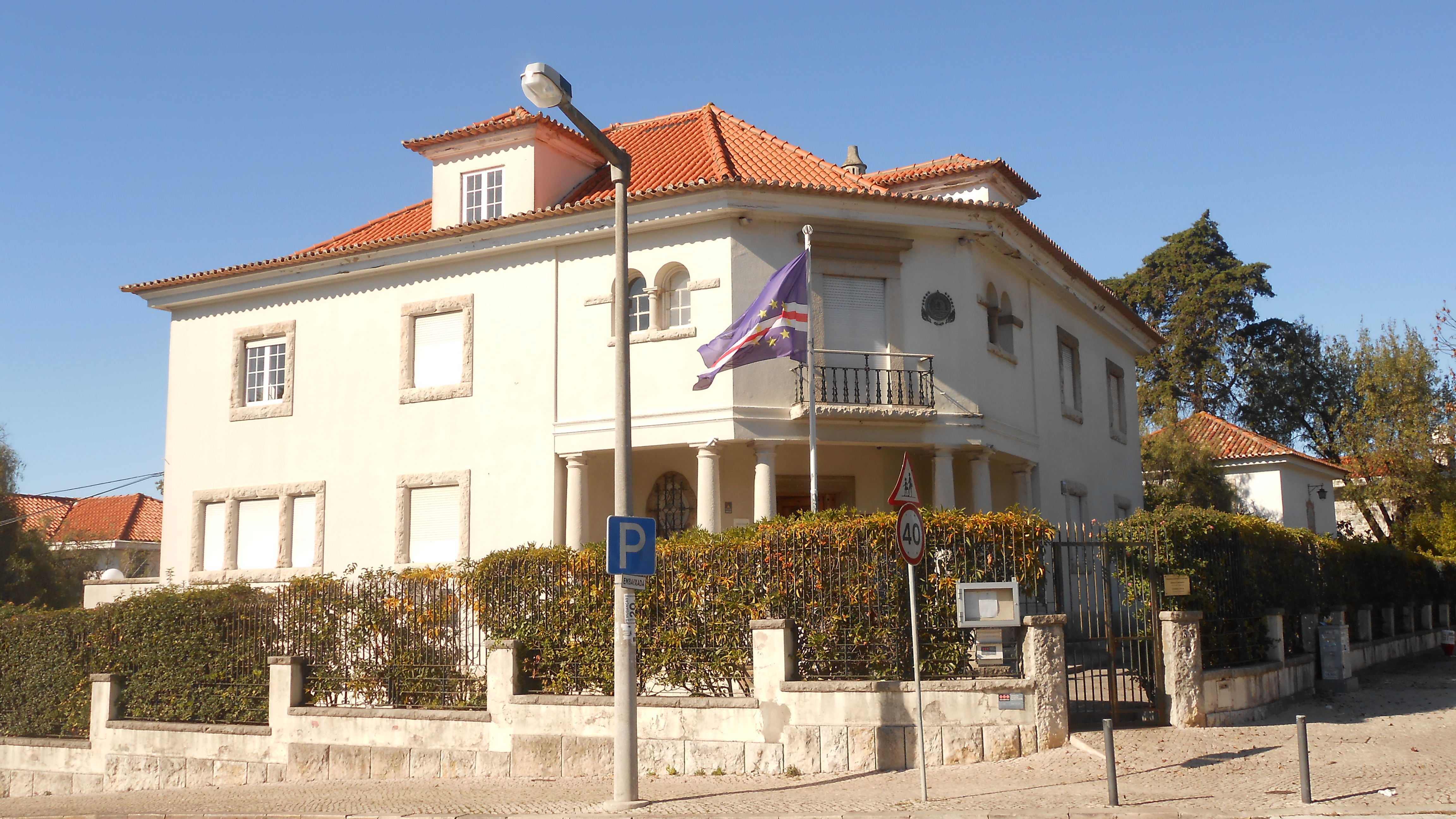
Embajada de Cabo Verde en Lisboa
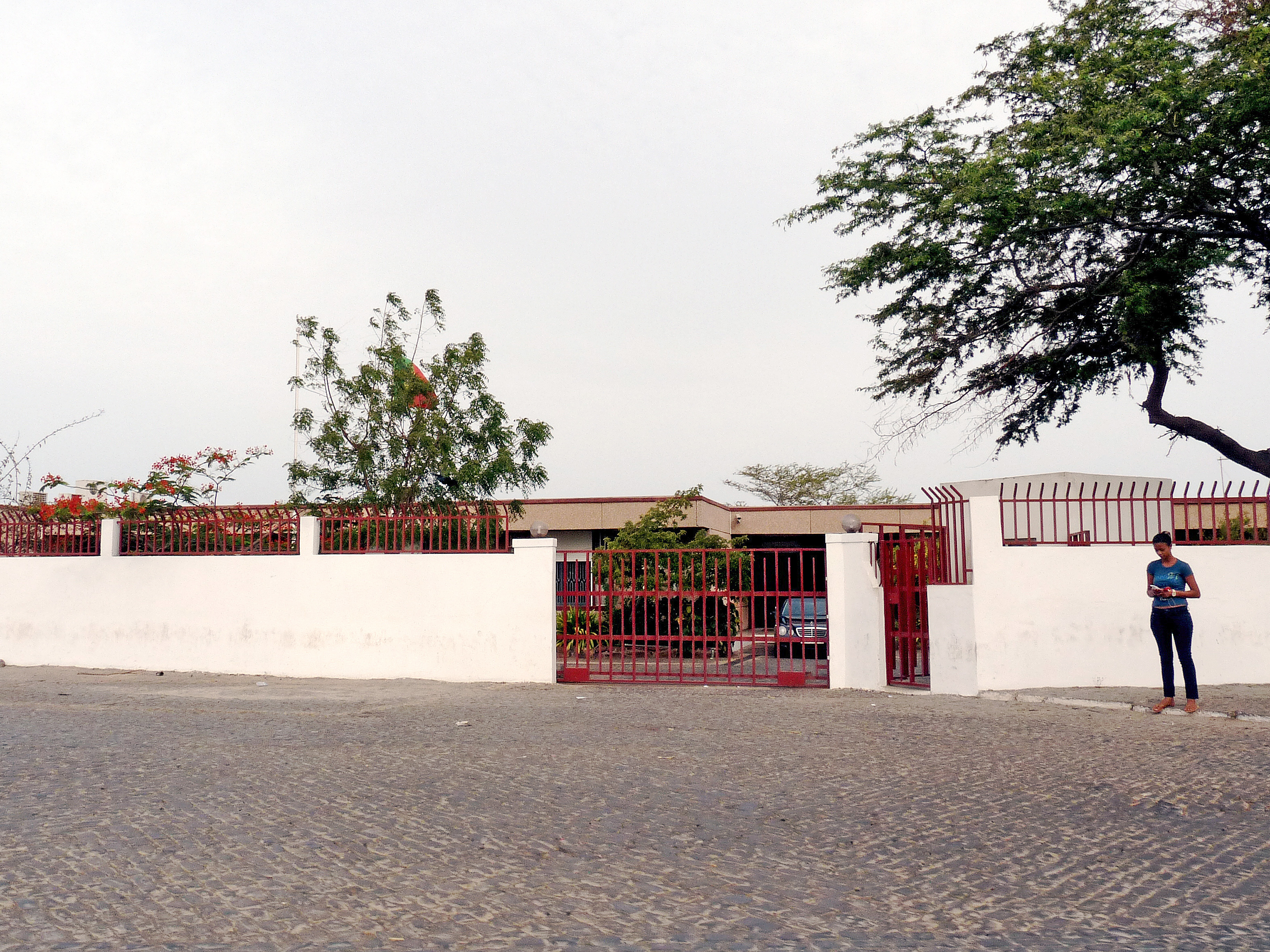
Embajada de Portugal en Praia